# Marina de Guerra Auxiliar de Euzkadi
La Marina de Guerra Auxiliar de Euskadi (Euzko itsas Gudarostea) fue la fuerza naval creada en octubre de 1936, durante la guerra civil española, por la Consejería de Defensa del Gobierno Vasco, dirigida por el propio lehendakari José Antonio Aguirre, como complemento de la Marina de guerra de la República en sus misiones de protección del tráfico marítimo y de la pesca y para la limpieza de minas en las aguas que estaban bajo su jurisdicción frente a la marina del bando sublevado. El motivo alegado por el gobierno vasco para su creación fue el bajo rendimiento y la poca confianza que ofrecían las reducidas unidades navales republicanas desplegadas en el mar Cantábrico, lo que también causó que la Marina Auxiliar pasase a ser prácticamente independiente de la Marina Republicana. Prueba de esta desconfianza es la carta de Aguirre a Indalecio Prieto, ministro de Marina y Aire del gobierno de la República, en la que dice:

La actuación de las unidades de Marina que han venido a estos puertos ha sido tan desdichada que ya ha cundido en la opinión pública, no ya la crítica acerba, sino hasta el desprecio burlón... El comandante del Císcar, cocainómano, frecuentador de cabarets, habla más de la cuenta... La anarquía y la indisciplina a bordo del Ciscar son evidentes... El comandante del submarino que está en Portugalete se pasa el día en el refugio con una silla, provocando la hilaridad de cuantos se acogen a aquel lugar...

## Antecedentes
Al iniciarse la guerra civil española el dominio del mar Cantábrico correspondió a la pequeña flota del bando sublevado (el crucero Almirante Cervera, el acorazado España y el destructor Velasco, a los que se sumaron bous artillados que en el otoño de 1936 ya formaban una flotilla integrada por 19 unidades, todos ellos al mando de oficiales del Cuerpo General de la Armada), uno de cuyos cometidos principales fue apoyar la campaña de Guipúzcoa dirigida por el general Mola que en la primera quincena de septiembre consiguió tomar Irún y San Sebastián, cortando así la comunicación de la zona norte republicana con Francia. Otra de sus misiones era bloquear el tráfico marítimo que se dirigiera a los puertos republicanos.
El gobierno de la República envió entre agosto y septiembre de 1936 cuatro submarinos de la Clase C (C-3, C-4, C-5 y C-6) y uno de la Clase B (el B-6) para que protegieran el tráfico mercante y atacaran a la flota nacional, pero la mayoría de los sus comandantes, de dudosa lealtad a la República, actuaron de forma negligente y no cumplieron con la misión que se les había encomendado. También parece que fueron saboteados los torpedos pues cuando el submarino C-5 al mando del capitán de corbeta Remigio Verdía, el único comandante de los submarinos totalmente leal al gobierno, tuvo a tiro al acorazado España el torpedo que le lanzó no explotó.
La ineficacia de la flotilla de submarinos decidió al gobierno a enviar el 21 de septiembre al Cantábrico al grueso de la flota republicana de superficie (el acorazado Jaime I, los cruceros Miguel de Cervantes y Libertad y seis destructores) con el objetivo primordial de detener el avance de las tropas nacionales por la costa tras la toma de Irún y de San Sebastián. En la decisión, la "peor de toda la guerra civil" según el historiador Michael Alpert, influyó un exceso de confianza de que con los cinco destructores que se dejaban en la zona del estrecho de Gibraltar sería suficiente para mantener el bloqueo del Estrecho.
El objetivo de paralizar o retrasar las operaciones en tierra de los sublevados se consiguió. Así el general Mola se ve obligado a suspender el ataque a Vizcaya y Bilbao y se retrasó el avance de las columnas gallegas hacia Oviedo, que se ven obligadas a ir por el interior. Su superioridad es absoluta y durante la estancia de la flota republicana en el Cantábrico, no hay actividad en el mismo de la marina rebelde, refugiada en la base naval de Ferrol. Pero el envío del grueso de la flota republicana al norte fue aprovechada los cruceros nacionales Canarias, recién terminado en el astillero de Ferrol y del Almirante Cervera para hacerse con el control del estrecho de Gibraltar y acabar con el bloqueo del estrecho.
El 13 de octubre de 1936 el grueso de la escuadra republicana vuelve al Mediterráneo y en el Cantábrico solo quedaron el destructor  José Luis Díez junto con dos submarinos (el C-2 y el C-5) y el torpedero T-3. El destructor José Luis Díez será conocido en Bilbao por «Pepe el del puerto» por lo poco que salía a navegar. El C-5 desapareció el 30 de diciembre cuando realizaba una misión a la altura de Bilbao. Seguramente la desaparición fue provocada por su comandante, el capitán de corbeta José Lara Dorda, adicto a la causa nacional.
Este es el contexto en el que el Gobierno vasco, formado tras la aprobación el 1 de octubre de 1936 por las Cortes Republicanas del Estatuto de autonomía del País Vasco, crea la Marina de Guerra Auxiliar de Euzkadi, al mando de Joaquín de Eguía y Unzueta (subinspector local de servicios marinos), con nueve bacaladeros de altura requisados que se les dotó de cañones de 101,6 mm cedidos por el Jaime I y que fueron rebautizados con los nombres de Bizkaia, Araba, Nabarra, Gipuzkoa, Goizeko, Iparreko, Donostia, Gazteiz e Iruña. A esta improvisada marina de guerra se siguieron añadiendo pequeñas unidades mal armadas, siendo de gran utilidad 27 pesqueros pequeños habilitados como dragaminas costeros o de puerto y que mantendrían limpios los accesos al puerto de Bilbao. Las tripulaciones de estos barcos y otro personal que se había ofrecido para servir en ellos fueron militarizadas con la creación por decreto del Gobierno Vasco de 4 de noviembre de 1936 del Voluntariado del Mar (se inscribieron más de tres mil personas, lo cual permitió una excelente selección de 563 hombres). Los comandantes eran de la marina mercante, habilitados como  tenientes de navío. En los aspectos militares esta Marina vasca estaba sujeta al menos teóricamente a la de la República, pero a efectos administrativos conservó su autonomía.
Estas unidades del Gobierno nacionalista vasco, a diferencia de las unidades de la Armada republicana, demostraron un alto grado de preparación y espíritu combativo, interceptando mercantes alemanes con cargamento para los sublevados y llegando a enfrentarse al destructor Velasco el 15 de noviembre de 1936.

## Los buques

### Los bous
En los dos bandos de la guerra civil española, los pesqueros artillados fueron conocidos como bous.
En octubre de 1936, el presidente Aguirre ordenó incautarse de cuatro bacaladeros de PYSBE, que se encontraban en Bilbao después de la evacuación de Guipúzcoa. Eran los buques Hispania, Euzkal-Erria, Mistral y Vendaval, y la Marina Republicana se encargó de artillarlos con un cañón de 101’6 mm a proa y 2 ametralladoras en el puente, añadiéndose al  Mistral un cañón de 76’2 mm a popa. En diciembre fueron rebautizados como Araba, Bizkaia, Gipuzkoa y Nabarra y más tarde, entre enero y febrero, se instaló en el Bizkaia, el Gipuzkoa y el Nabarra otro cañón de 101’6 mm a popa. El Araba, que no estaba en buenas condiciones, fue desarmado para reparaciones, que no se habían completado cuando cayó Bilbao. Eran barcos de unos 50 metros de eslora y con un andar de entre 10 y 11 nudos.
También se artillaron dos pesqueros más pequeños, Goizeko-Izarra y el Iparreko-Izarra con un cañón de 57 mm a popa y, en el Iparreko, una ametralladora. Estos barcos eran de unos 25 metros de eslora y una velocidad de 10 nudos.
En diciembre entró en Bilbao el bou franquista Virgen del Carmen, cuya tripulación se había sublevado, apresando a sus oficiales. Pasa llamarse Donostia. Se le montó a proa el cañón de 76’2 mm del Gipuzkoa y a popa uno de 47 mm que traía. También montaba dos ametralladoras y 6 cargas de alemanas que llevaba cuando entró en Bilbao. Este bou tenía 36 metros de eslora y andaba 10 nudos.el comandandante, el TN Quiroga y el jefe de máquinas Cándido Pérez, fueron matados en la mar por la dotación sublevada.
En primavera de 1937 se inició el armamento de dos bous más, el Gazteiz y el Iruña, pero no se pudo completar antes de la caída de Bilbao.

### Dragaminas y auxiliares
Para limpiar de minas los accesos a los puertos bajo control del Gobierno de Euzkadi, se utilizaron pesqueros de pareja de arrastre a los que se llamó «dragaminas» o «barreminas».
En enero de 1937 solo había seis, pero la necesidad de limpiar los accesos a Bilbao, minados frecuentemente por los franquistas, hizo que en mayo hubiese 24. Se les asignaron las numerales D-1 a D-24.
También se dispuso de seis «lanchas motoras auxiliares» o «laguntzailles» con numerales L-1 a L-6., y algunas canoas automóviles, yates y lanchas rápidas, que se utilizaron en servicios de prácticos o enlaces entre Bilbao y Bayona.
Al finalizar la Guerra Civil, los buques supervivientes fueron devueltos a sus propietarios.

### Destructores
El 31 de mayo de 1937, miembros de la Marina de Euzkadi se apoderaron de los destructores republicanos José Luis Díez y Císcar, embarcando en ellos más de 200 oficiales y marineros de dicho cuerpo. Estos buques permanecieron poco tiempo en manos del Gobierno Vasco, pero llegaron a efectuar alguna misión de escolta. El 15 de junio llevaron a Francia a refugiados y  personalidades civiles y militares que huían de Bilbao. En Francia volverán a manos de la República.

## Los hombres: los "gudaris del mar"
El 15 de octubre de 1936, Joaquín de Eguía y Unzueta era nombrado jefe de la Sección de Marina del Departamento de Defensa del Gobierno de Euzkadi y empezó a organizar la Marina de Guerra Auxiliar de Euzkadi.
El 10 de noviembre de 1936, el Gobierno Vasco publicó el Decreto de creación del Voluntariado de Personal de Mar. Este era un cuerpo militar formado con voluntarios civiles a los que se pedía experiencia marítima. Se presentan más de 3000 voluntarios, de entre 18 y 60 años. Se seleccionaron inicialmente unos 350 hombres, pero llegaron a ser casi 700. Aunque tenían una especie de uniforme (mono de faena y chaquetón, pantalón, botas de pescador y boina oscura para paseo), no llevaban insignias ni galones.
La mayoría provenían de los puertos vascos, siendo más de la mitad vizcaínos, muchos de ellos de Bermeo, más de la cuarta parte guipuzcoanos, unos pocos alaveses o navarros (menos del 1 %) y los demás del resto de España, con predominio de gallegos. En cuanto a su filiación política, solo un 10 % no estaba afiliado a ningún partido ni sindicato, siendo más de la mitad de STV o PNV, casi un 20 % del PSOE o UGT y porcentajes menores de la CNT, ANV, etc.

## Misiones y acciones más importantes

### Misiones de escolta
Los buques de la Marina Auxiliar de Euzkadi participaron en numerosas misiones de escolta a buques mercantes que llevaban armas y suministros para la República. En algunos casos se llega a enfrentamientos con bous franquistas, como es el caso de la escolta al mercante británico Blackhill en enero de 1937. En julio de 1937, el Císcar, con tripulación vasca, escoltó hasta Bilbao al petrolero Gobeo desde 50 millas.

### Apresamientos
En diciembre de 1936 era apresado por su tripulación el bou franquista Virgen del Carmen que pasaría a llamarse Donostia.
También en diciembre, los buques de Euzkadi apresaron al mercante alemán Pluto, llevándolo hacia Bilbao, pero recibieron orden de liberarlo de la Jefatura de la Marina Republicana. El día 23 apresaron al mercante alemán Palos  y lo llevan a Bilbao. El 28 se presentaba ante Bilbao el crucero alemán Königsberg exigiendo la liberación del Palos, que salió a la mar sin parte de la carga y sin un pasajero español que llevaba, que quedaron retenidos en Bilbao.

### Guerra de minas
Los continuos minados del Abra de Bilbao por parte del Velasco hicieron que los dragaminas trabajasen sin descanso. Pese a ello se hundieron en el Abra por culpa de las minas el Goizeko-Izarra con sus 17 tripulantes y el dragaminas Mary-Toya con seis de sus tripulantes, entre los que estaba el oficial republicano que dirigía el servicio de recogida de minas. Tras la caída de Bilbao los dragaminas vascos participaron en la limpieza de minas de Santander, y luego de Gijón y Avilés.

### Combates
El primer combate de la Marina de Guerra Auxiliar tuvo lugar el 15 de noviembre de 1936, en el que se enfrentaron el destructor franquista Velasco y los bous Mistral y Euzkal-Erria, que todavía no habían cambiado de nombre. El Velasco fue alcanzado y tuvo que retirarse con un herido y averías, en tanto que el Mistral fue también alcanzado y sufrió dos heridos.
En enero de 1937 hubo un intercambio de cañonazos sin consecuencias entre el bou Nabarra y el Velasco, que intentaba minar el Abra.
El 5 de marzo de 1937, tres bous vascos se enfrentaron al crucero Canarias en la batalla del cabo Machichaco, que terminó con el hundimiento del Nabarra y los otros dos seriamente averiados, saliendo el Canarias indemne.
En mayo de 1937, el Císcar, el Gipuzkoa y el Bizkaia bombardearon Bermeo, en apoyo del avance del Ejército vasco para recuperarlo.

### Evacuaciones
Las unidades de la Marina de Guerra Auxiliar de Euzkadi colaboraron en las evacuaciones de los puertos que iban siendo tomados por las tropas franquistas, incluso después de la toma de Bilbao, colaborando en la evacuación de Santander y en la de Gijón.